# La versión de Browning
La versión de Browning (The Browning Version) es una obra de teatro en un acto del dramaturgo británico Terence Rattigan estrenada en 1948.

## Argumento
Andrew Crocker-Harris es un profesor que lleva una vida de amargura permanente: poco respetado por sus alumnos, que se burlan continuamente de él y engañado por su esposa Millie, que además de mantener una relación con Frank, otro profesor del centro, no pierde ocasión para descalificar a su marido públicamente con cualquier excusa. La situación se agrava cuando Andrew debe solicitar la jubilación anticipada como consecuencia de una dolencia cardiaca. Al no haber cubierto el periodo mínimo de cotización, la pensión que le espera lo dejará casi en la indigencia. Ante tan desolador panorama, el único resquicio de esperanza que surge en la vida del profesor ocurre cuando, el día de su despedida, John Taplow, un alumno suyo le regala un ejemplar de la traducción de Robert Browning de la obra de Esquilo Agamenón.

## Representaciones destacadas
- Phoenix Theatre, Londres, 8 de septiembre de 1948. Estreno.
  - Intérpretes: Eric Portman, Mary Ellis, Peter Scott, Hector Ross.

- Coronet Theatre, Broadway, Nueva York, 29 de octubre de 1949.[2]
  - Dirección: Peter Glenville.
  - Intérpretes: Maurice Evans (Andrew Crocker-Harris), Edna Best (Millie Crocker-Harris), Ron Randell (Frank Hunter), Frederick Bradlee (Peter Gilbert), Louis Hector (Dr. Frobisher), Peter Scott-Smith (John Taplow), Patricia Wheel (Mrs. Gilbert).

## Adaptaciones cinematográficas
Existen dos versiones para la gran pantalla. La primera, estrenada en 1951, fue dirigida por Anthony Asquith y protagonizada por Michael Redgrave y Jean Kent. La segunda es de 1994, dirigida por Mike Figgis, con Albert Finney, Greta Scacchi y Matthew Modine.

## Versiones para televisión
Existen numerosas adaptaciones de la obra para televisión, entre las que pueden mencionarse las siguientes:
- Reino Unido, BBC, 1955, con Peter Cushing (Andrew).
- Estados Unidos, NBC, 1955, con Herbert Marshall (Andrew), Judith Evelyn (Millie) y Rod Taylor (Mr. Gilbert).
- Alemania (Das Abschiedsgeschenk), Bayerischer Rundfunk, 1956, con Alexander Kerst.
- Suecia (Skuggan av en man), 1958, con Ulf Johansson (Andrew).
- Estados Unidos, CBS, 1959, con John Gielgud (Andrew), Margaret Leighton (Millie)
- Finlandia (Miehen varjo), Tesvisio, 1960, con Pehr-Olof Sirén (Andrew).
- Alemania (Das Abschiedsgeschenk), Westdeutscher Rundfunk, 1960, con Wolfgang Büttner (Andrew) y Dagmar Altrichter (Millie).
- España, en Primera fila con el título de Eran tres, TVE, 1964, con Fernando Rey (Andrew), Susana Canales (Millie), Paco Valladares, Emilio Gutiérrez Caba, Víctor Valverde, María Luisa Rubio y Julio Goróstegui.
- Reino Unido, ITV, 1966, con Michael Hordern (Andrew) y Brenda Bruce (Millie).
- Yugoslavia (Brauningova verzija), 1973, con Bozidar Drnic.
- Reino Unido, 1985, con Ian Holm (Andrew) y Judi Dench (Millie).